# Spirostreptus informis
Spirostreptus informis är en mångfotingart som beskrevs av Carl Graf Attems 1938. Spirostreptus informis ingår i släktet Spirostreptus och familjen Spirostreptidae. Inga underarter finns listade i Catalogue of Life.